# Бікін
Бікі́н (рос. Бикин) — місто, центр Бікінського району Хабаровського краю, Росія. Адміністративний центр та єдиний населений пункт Бікінського міського поселення.

## Населення
Населення — 17154 особи (2010; 19641 у 2002).